# Championnat de Bulgarie de football 1968-1969
Navigation
Saison précédente Saison suivante
La saison 1968-1969 du Championnat de Bulgarie de football était la 45e édition du championnat de première division en Bulgarie. Les seize meilleurs clubs du pays se retrouvent au sein d'une poule unique, la Vissha Professionnal Football League, où ils s'affrontent deux fois, à domicile et à l'extérieur. À l'issue du championnat, les deux derniers du classement sont relégués et remplacés par les deux meilleurs clubs de B PFG.
C'est le CSKA Septemvriysko zname Sofia qui remporte le championnat cette année, en terminant en tête du classement, avec 7 points d'avance sur le Levski-Spartak Sofia et 8 sur le Lokomotiv Plovdiv. C'est le 14e titre du CSKA Sofia qui réalise d'ailleurs le doublé en battant son dauphin en championnat, le Levski-Spartak Sofia, en finale de la Coupe de Bulgarie.
L'élite voit un grand nombre de clubs subir des fusions, renommages et autres modifications de leur structure durant la trêve hivernale :
- Le PFK Levski Sofia, le FK Spartak Sofia et le Sportist Kremikovtsi fusionnent pour former le Levski-Spartak Sofia qui conservera les points du PFK Levski. Le Spartak, engagé en première division comme le Levski, se voit remplacer par un club de troisième division, l'Akademik Sofia.
- Le CSKA Cherveno zname Sofia fusionne avec le Septemvri Sofia pour former le CSKA Septemvriysko zname Sofia
- Le PFC Slavia Sofia et le Lokomotiv Sofia s'unissent pour former le ZhSK Sofia, qui récupère les points du Slavia. Comme aucune équipe ne reprend la place laissée vacante par le Lokomotiv, les matchs restant à disputer sont déclarés perdus sur tapis vert (0-3).
- Le club de Tcherno More Varna a absorbé le club de 3e division, l'Akademik Varna
- Enfin, le PFC Minyor Pernik fusionne avec un club de 2e division, le Metalurg Pernik, pour former le Krakra Pernishki Pernik.

## Les 16 clubs participants
| - Levski-Spartak Sofia - CSKA Septemvriysko zname Sofia - PFK Spartak Pleven - Lokomotiv Plovdiv - Krakra Pernishki Pernik - ZhSK-Slavia Sofia - Chernomorets Burgas - Lokomotiv Sofia abandon en cours de saison | - Dunav Ruse - Promu de D2 - Tcherno More Varna - Marek Stanke Dimitrov - Promu de D2 - Beroe Stara Zagora - Trakia Plovdiv - Botev Vratsa - FK Spartak Sofia remplacé en cours de saison par l'Akademik Sofia - PFC Dobrudzha Dobrich |

## Compétition

### Classement
Le barème utilisé pour établir le classement est le suivant :
- Victoire : 3 points
- Match nul : 1 point
- Défaite : 0 point

| Rang | Équipe                          | Pts | J  | G  | N  | P  | Bp | Bc | Diff |
| ---- | ------------------------------- | --- | -- | -- | -- | -- | -- | -- | ---- |
| 1    | CSKA Septemvriysko zname SofiaC | 47  | 30 | 22 | 3  | 5  | 74 | 38 | +36  |
| 2    | Levski-Spartak SofiaT           | 40  | 30 | 17 | 6  | 7  | 59 | 33 | +26  |
| 3    | Lokomotiv Plovdiv               | 39  | 30 | 16 | 7  | 7  | 53 | 40 | +13  |
| 4    | Tcherno More Varna              | 38  | 30 | 13 | 12 | 5  | 44 | 27 | +17  |
| 5    | ZhSK-Slavia Sofia               | 37  | 30 | 15 | 7  | 8  | 54 | 33 | +21  |
| 6    | Trakia Plovdiv                  | 28  | 30 | 11 | 6  | 13 | 51 | 48 | +3   |
| 7    | Chernomorets Burgas             | 28  | 30 | 10 | 8  | 12 | 51 | 56 | -5   |
| 8    | Botev Vratsa                    | 27  | 30 | 10 | 7  | 13 | 48 | 51 | -3   |
| 9    | PFC Spartak Pleven              | 27  | 30 | 12 | 3  | 15 | 44 | 52 | -8   |
| 10   | Krakra Pernishki Pernik         | 27  | 30 | 10 | 7  | 13 | 42 | 53 | -11  |
| 11   | Akademik Sofia                  | 26  | 30 | 8  | 10 | 12 | 32 | 35 | -3   |
| 12   | Beroe Stara Zagora              | 26  | 30 | 10 | 6  | 14 | 36 | 45 | -9   |
| 13   | Dunav RuseP                     | 25  | 30 | 10 | 5  | 15 | 36 | 48 | -12  |
| 14   | Marek Stanke DimitrovP          | 25  | 30 | 9  | 7  | 14 | 34 | 46 | -12  |
| 15   | PFC Dobrudzha Dobrich           | 24  | 30 | 8  | 8  | 14 | 32 | 44 | -12  |
| 16   | Lokomotiv Sofia                 | 16  | 30 | 7  | 2  | 21 | 23 | 64 | -41  |

|  | Qualification pour la Coupe des clubs champions 1969-1970                                |
|  | Qualification pour la Coupe des Coupes 1969-1970                                         |
|  | Qualification pour la Coupe des villes de foires 1969-1970                               |
|  | Relégation en deuxième division                                                          |
|  | T : Tenant du titre C : Vainqueur de la Coupe de Bulgarie P : Promu de deuxième division |

## Bilan de la saison
| Championnat de Bulgarie de football 1968-1969 |                                            |
| Champion                                      | CSKA Septemvriysko zname Sofia (14e titre) |
| Coupes et trophées                            |                                            |
| Vainqueur de la Coupe de Bulgarie 1968-1969   | CSKA Septemvriysko zname Sofia             |
| Qualifications continentales                  |                                            |
| Coupe des clubs champions 1969-1970           | CSKA Septemvriysko zname Sofia             |
| Coupe des Coupes 1969-1970                    | Levski-Spartak Sofia                       |
| Coupe des villes de foires 1969-1970          | Lokomotiv Plovdiv                          |
| Coupe des villes de foires 1969-1970          | ZhSK-Slavia Sofia                          |
| Promotions et relégations                     |                                            |
| Promus en Vissha PFL                          | Etar Veliko Tarnovo                        |
| Promus en Vissha PFL                          | Maritsa Plovidiv                           |
| Relégués en B PFL                             | PFC Dobrudzha Dobrich                      |
| Relégués en B PFL                             | Lokomotiv Sofia                            |